# Gianfranco Sobrero
Gianfranco Sobrero (Rossiglione, 22 maggio 1930 – Ovada, 8 settembre 2008) è stato un ciclista su strada italiano, professionista dal 1955 al 1958. Nel 1955 concluse terzo al Gran Premio Industria e Commercio di Prato e undicesimo al Giro di Lombardia.

## Palmarès
- 1950 (dilettanti)

Trofeo Città di Loano
- 1951 (dilettanti)

Giro di Acqui Terme
Torino-Chiavari
Torino-Mondovì
- 1954 (dilettanti)

Rho-Macugnaga
Gran Premio della Baraggia
Torino-Mondovì

## Piazzamenti

### Classiche monumento
- Giro di Lombardia

1955: 11º